# فرنسوا كيناي

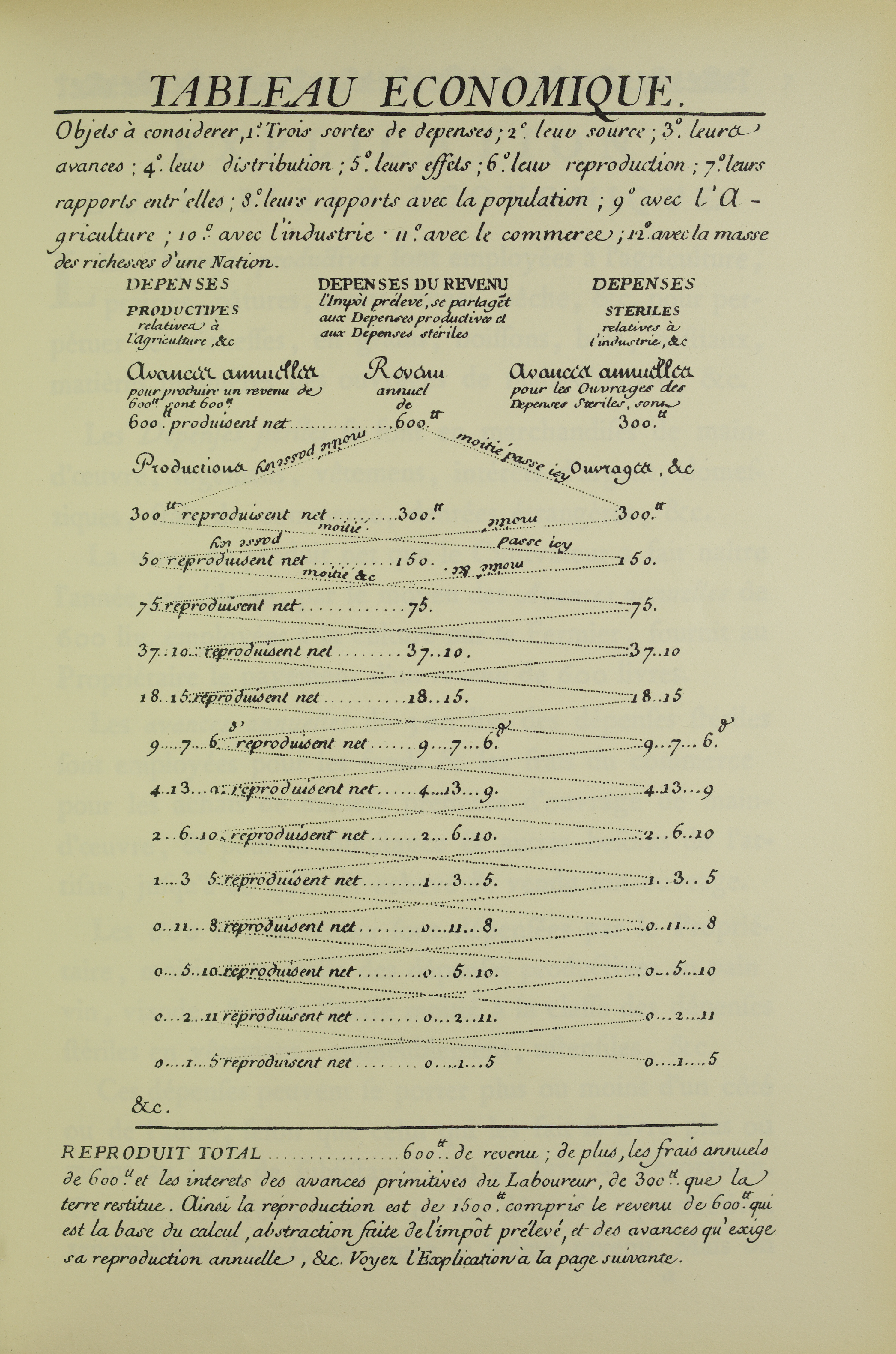
الجدول الاقتصادي

فرانسوا كيناي (بالفرنسية: Francisco Quesnay) (4 يونيو 1694 – 16 ديسمبر 1774) كان اقتصاديًا فرنسيًا وطبيبًا في المدرسة الفيزيوقراطية. يُعرف بنشره «الجدول الاقتصادي» عام 1758 الذي وفر الأساس للأفكار الفيزيوقراطية. ربما كان هذا العمل أول من حاول وصف طريقة عمل الاقتصاد بطريقة تحليلية، ولهذا يمكن النظر إليه على أنه من المساهمات المهمة الأولى في الفكر الاقتصادي. يصف عمله  الاستبداد في الصين، الذي كُتب في عام 1767، السياسة والمجتمع الصينيين، ودعمه السياسي للاستبداد الدستوري.
ولد كيناي عام 1694م، ودرس الجراحة وحصل على اجازة في علوم الطب وهو في الخامسة والعشرين من عمره، وأصبح طبيب القصر لمدام دي بمبادور عشيقة الملك، ثم ترقى لمنصب طبيب الملك لويس الخامس عشر من بعد، وبفضل تفوقه الفكري أستطاع أن يجتذب قلوب رجال البلاط الملكي والبارزين في الدولة حيث كان يعقد معهم ندوات في مجلسه بداره، وتمكن من خلالها أن ينشأ آرائه في الأمور الاقتصادية، ومن الذين يحضرون مجلسه وندواته ميرابو (Murabeau)، ودبونت دي نيمور (Dupont de Nemour)، وروبرت جاك ترجو (Turgot)، الذي أصبح فيما بعد وزيرا للمالية لدى الملك لويس السادس عشر.
ويرى كيناي أنه في ظل النظام الطبيعي (نظام الفيزيوقراطية)، تكون أسعار السلع الصناعية أعلى من أثمان المواد المصنوعة منها وذلك بنسبة ما يستهلكه العمل المخصص لها من نفقة.
وعلى ذلك يجب أن تكون الأسعار على أساس نفقة العمل.
ولقد مهدت هذه الأفكار الطريق لبناء نظرية الاقتصاديين الكلاسيكيين.
ومن أشهر مؤلفات كيناي كتابه (الجدول الاقتصادي) الذي ضم شرحا وافيا لدورة الدخل أو ما يطلق عليه في الوقت الحاضر الدخل القومي وطريقة توزيعه.

## نشأته
ولد كيناي في ميريه بالقرب من فرساي. هو نجل محام ومالك أرض صغيرة. تتلمذ في سن السادسة عشرة كجراح وذهب بعد مدة قصيرة إلى باريس، ودرس الطب والجراحة هناك وتأهل ليصيح طبيبًا جراحًا واستقر في مانت لممارسة عمله. في عام 1737 عُين أمينًا دائمًا لأكاديمية الجراحة التي أسسها فرانسوا جيغوت دي لا بيروني، وأصبح بطبيعة الحال جراحًا للملك لويس الخامس عشر. في عام 1744 تخرج في كلية الطب. أصبح طبيبًا مألوفًا للملك، وأصبح بعد ذلك أول طبيب استشاري له، وثُبت في قصر فرساي. كانت شققه في اينترسول، ومن هنا حصلت اجتماعات اينترسول (رينيون دو لا اينترسول) على اسمها، احترم الملك لويس كيناي بشدة، واعتاد أن يدعوه بمفكره. عندما عظمه الملك أعطاه ثلاث زهور بانسي ليضعها على ذراعه ومع شعار وطني لاتيني.
كرس نفسه بشكل خاص للدراسات الاقتصادية. لم يشارك في مؤامرات البلاط التي كانت تُقام حوله. تعرف في عام 1750 على جاك كلود ماري فنسنت دي غورناي (1712–1759)، الذي كان باحثًا حثيثًا في مجال الاقتصاد، أسس هذان الرجلان المتميزان الطائفة الفلسفية للاقتصاديين، أو، على سبيل التميز أطلقوا عليها الفيزيوقراطية. وكان من أبرز الرجال في مجموعة التخصص هذه ميرابو الأكبر (كاتب صديق الرجال 1756-60، والفلسفة الريفية، 1763)، ونيكولاس بودو (مقدمة في الفلسفة الاقتصادية، 1771)، وغيوم فرانسوا لو تروسني (النظام الاجتماعي، 1777)، وأندريه موريليه (اشتهر بالجدل الذي أثاره مع غالياني حول حرية تجارة الحبوب خلال حرب الطحين)، وليميرسيير دو لا ريفيير وبيير صامويل دو بونت. أمضى آدم سميث، خلال إقامته في القارة مع دوق بوكليوتش الشاب في 1764-1766، بعض الوقت في باريس، حيث تعرف على كيناي وبعض أتباعه. وأشاد إشادة كبيرة بخدماتهم العلمية في عمله ثروة من الأمم.
تزوج كيناي في عام 1718 من امرأة تدعى ماريان وودسن، وكان له ابن وابنة. كان حفيده عضوًا في الجمعية التشريعية الأولى. توفي في 16 ديسمبر 1774، بعد أن عاش فترة كافية لرؤية تلميذه العظيم، آن روبير جاك تيرجو، بارون دي لاون، في منصب وزير المالية.

## وفاته
توفي فرنسوا كيناي في عام 1774.

## وصلات خارجية
- فرنسوا كيناي على موقع الموسوعة البريطانية (الإنجليزية)

- أعمال أو نبذة عن فرنسوا كيناي على أرشيف الإنترنت